# 1286
1286 (MCCLXXXVI) var ett normalår som började en tisdag i den julianska kalendern.

## Händelser

### Mars
- 19 mars – När kung Alexander III av Skottland dör utan manliga arvingar kommer den skotska tronen att stå tom i ett halvår, innan hans dotterdotter Margareta i november väljs till regerande drottning av Skottland.

### November
- 22 november – Den danske kungen Erik Klipping blir mördad i Finderup av en grupp sammansvurna adelsmän. Erik efterträds dock omgående som kung av Danmark av sin son Erik Menved och redan nästa år är de sammansvurna infångade och avrättade.
- 25 november – Den treåriga prinsessan Margareta, som är dotter till den norske kungen Erik prästhatare och den skotske kungen Alexander III:s dotter Margareta, väljs genom fördraget i Salisbury av Skottlands väktare till regerande drottning av Skottland. Hon står nämligen närmast den skotska tronen, efter att hennes båda morbröder har dött unga och det barn Alexanders hustru Yolande har burit sedan strax innan hans död har blivit dödfött. Vid tillfället befinner hon sig dock hos sin far i Norge och reser inte över till Skottland förrän 1290.

### Okänt datum
- Birger jarls son Bengt Birgersson, hertig av Finland, blir biskop av Linköping.
- Domkapitlet i Åbo väljer för första gången biskop. Åbostiftet är Sveriges mest förmögna, näst ärkestiftet Uppsala.
- Staden Östra Aros byter namn till Uppsala.

## Födda
- 1 september – Elisabeth Rikissa av Polen, drottning av Böhmen och drottning av Polen

## Avlidna
- 19 mars – Alexander III, kung av Skottland sedan 1249
- 22 november – Erik Klipping, kung av Danmark sedan 1259 (mördad i Finderup)
- Sofia Eriksdotter av Danmark, drottning av Sverige 1260–1275, gift med Valdemar Birgersson